# Euryceros prevostii
El vanga de casco (Euryceros prevostii) es una especie de ave paseriforme de la familia Vangidae. Es el único miembro del género Euryceros.
Es de color fundamentalmente azul oscuro, con alas rojizas y un gran pico arqueado. Está restringido a las zonas bajas de los bosques húmedos de montano del noreste de Madagascar. Su dieta es formada por invertebrados, predominantemente insectos.

## Taxonomía
El vanga de casco es el único miembro del género Euryceros. Como la mayor parte de vangas fue situado inicialmente en la familia de los alcaudones (Laniidae). Cuando el ornitólogo Austin L. Rand trasladó la mayoría de los vangas a una familia separada en 1936, colocó a Euryceros prevostii en su propia familia monotípica, Eurycerotidae. Fue movido a la familia Vangidae por J. Dorst en 1960. Se cree que el pariente más cercano dentro de la familia es el vanga rufo (Schetba rufa), que se cree que pudo separarse del vanga de casco hace 800 000 años. El nombre específico, prevostii , lo recibe en honor al artista francés Florent Prévost.

## Descripción

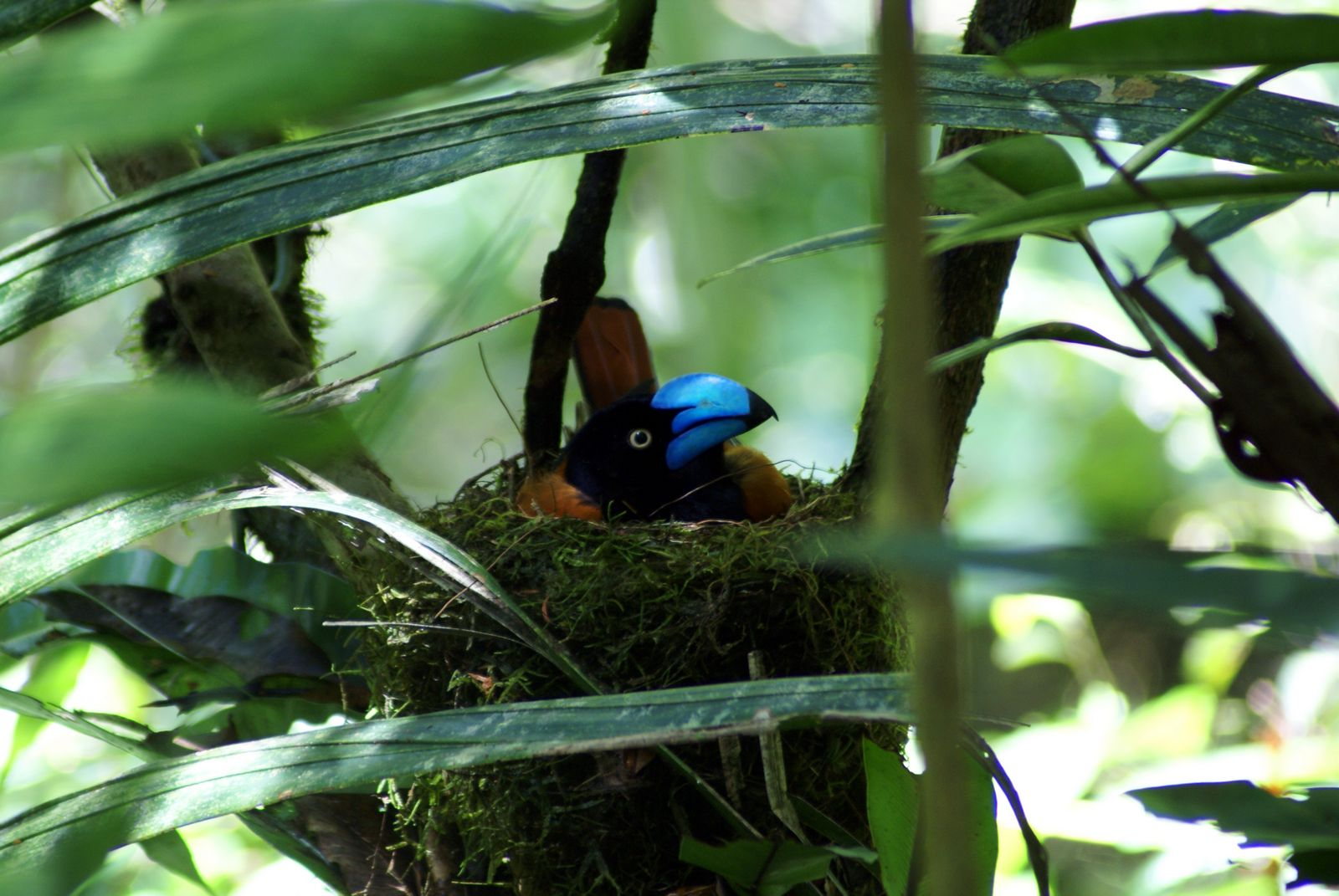
Imagen de un vanga de casto en el nido, donde se puede apreciar su gran pico.

Es un vanga grande, la segunda especie de mayor tamaño de la familia, tras el vanga pico de hoz (Falculea palliata). Mide 28–31 cm y pesa 84–114 g. Su característica más distintiva es el gran pico arqueado, que tiene 51 mm de longitud y 30 mm de ancho. El plumaje de la cabeza, cuello, garganta, pecho y vientre es de color azul oscuro sólido, al igual que las plumas de vuelo y las remeras del ala. El manto, parte posterior y el resto de las alas son de color rojizo. La cola, larga y amplia, es negra en la parte inferior y rojiza en la superior. El pico es azul brillante con la punta negra. Ambos sexos son similares. Los jóvenes tienen un color entre marrón oscuro y pálido y el pico de color marrón pálido.

## Distribución y hábitat
Esta ave es endémica de Madagascar, y su área de distribución se restringe a las zonas bajas de los bosques húmedos de montano del noreste de la isla, entre Tsaratanana y Mantadia. Sólo habita en bosques primarios, generalmente por debajo de los 800 m de altitud, donde es poco común y con una distribución desigual. Entre los lugares en los que se puede encontrar están el Parque Nacional de Marojejy, el Parque Nacional de Masoala y el Parque Nacional de Mantadia. En el año 2000 su población se estimaba entre 10 000 y 20 000 individuos.

## Conducta
Los adultos se alimentan principalmente de insectos grandes, pero los alimentos que llevan a los jóvenes en el nido pueden ser más variados, como caracoles, lagartos, arañas y cangrejos. Captura sus presas en los troncos y entre las ramas de los árboles, y también en el suelo.

### Ciclo vital

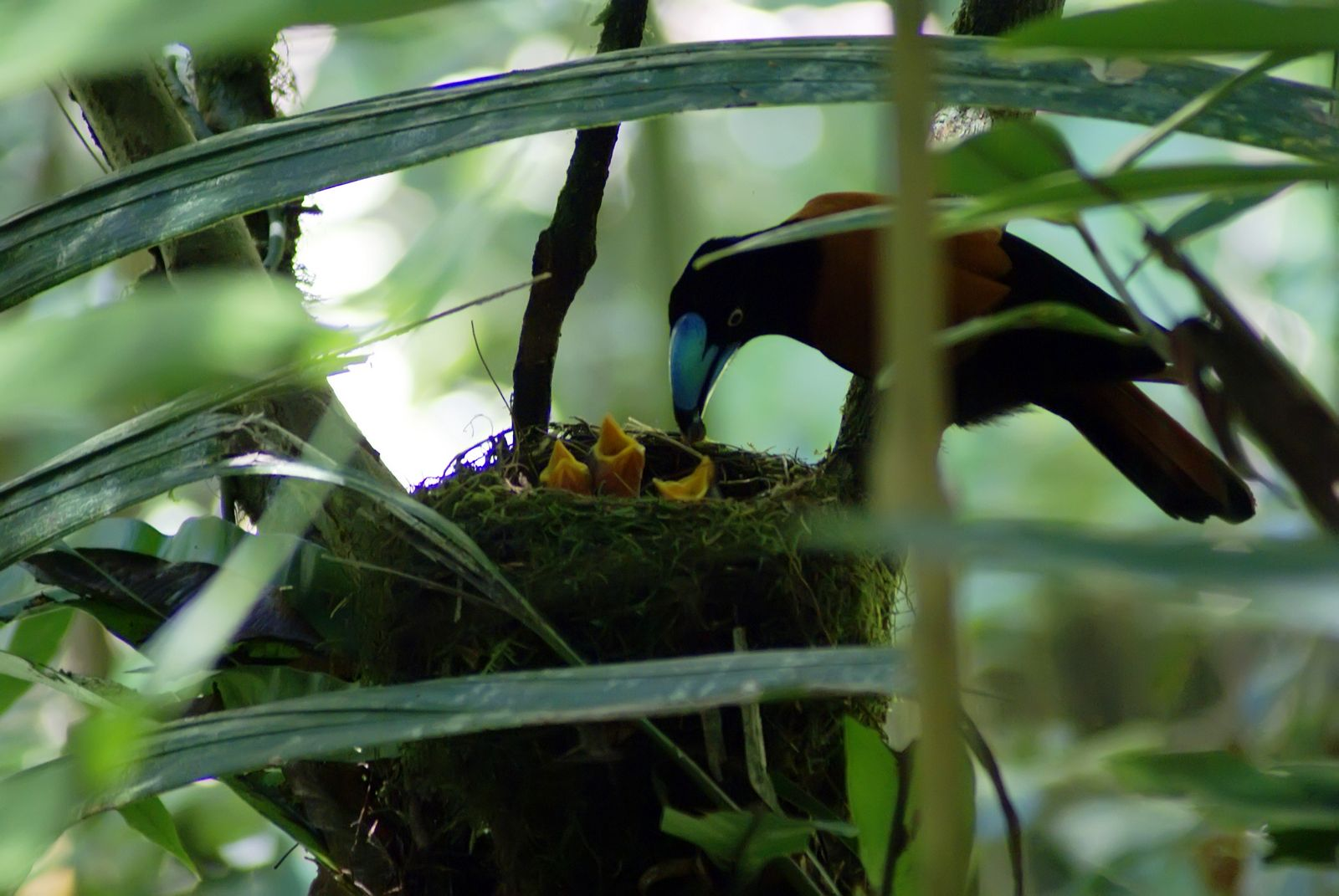
Alimentando tres polluelos en el nido.

Los vangas de casco son criadores monógamos y de temporada. La época de reproducción va de octubre a enero en la península de Masoala. Ambos sexos trabajan en la construcción del nido, que tiene forma de cuenco de 15 cm de diámetro, y está construido a partir de fibras vegetales, tejidos, musgos y ramas, y que sitúan en alguna horquilla formada por las ramas de un árbol a unos 2,4 m del suelo. Hay registros de un ritual de cortejo del macho alimentando a la hembra antes de la. El tamaño de la nidada es de dos o tres huevos de color blanco rosáceo.